# Okres Trutnov
 Okres Trutnov (deutsch Bezirk Trautenau) ist mit 1147 km² der größte Bezirk des Královéhradecký kraj. Das Gebiet befindet sich im Norden Böhmens. Verwaltungssitz ist die namensgebende Stadt Trutnov (Trautenau).

## Landschaft und Natur
Etwa die Hälfte der Fläche ist bewaldet, die landwirtschaftlich nutzbare Fläche nimmt einen Anteil von 44 % ein. Durch die hohe Industriedichte ist die Umwelt stark belastet. Das Riesengebirge (tschechisch: Krkonoše) ist beliebt bei Sommer- und Wintersportlern sowie Wanderern. Wichtigstes Gewässer ist die Aupa (Úpa).

## Einwohner, Firmen und Beschäftigung
117.192 Einwohner (Stand 1. Januar 2023) leben in 75 Gemeinden, davon 12 Städten. 24.000 Unternehmen sind registriert. Der Anteil der Beschäftigten in der Industrie beträgt 39 %, im Handel 9 %, im Bau 9 % und in der Landwirtschaft 3,5 %. Im Kraj hat kein Bezirk einen höheren Anteil an Beschäftigten in der Industrie als dieser Bezirk und kein Bezirk hat einen niedrigeren Anteil an Beschäftigten in der Landwirtschaft als dieser Bezirk. Der durchschnittliche Monatslohn beträgt (Dezember 2004) etwa 13.252 Kronen und liegt leicht über dem Durchschnitt des Krajs.

## Städte und Gemeinden
Batňovice – Bernartice – Bílá Třemešná – Bílé Poličany – Borovnice – Borovnička – Čermná – Černý Důl – Chotěvice – Choustníkovo Hradiště – Chvaleč – Dolní Branná – Dolní Brusnice – Dolní Dvůr – Dolní Kalná – Dolní Lánov – Dolní Olešnice – Doubravice – Dubenec – Dvůr Králové nad Labem – Hajnice – Havlovice – Horní Brusnice – Horní Kalná – Horní Maršov – Horní Olešnice – Hostinné – Hřibojedy – Janské Lázně – Jívka – Klášterská Lhota – Kocbeře – Kohoutov – Královec – Kuks – Kunčice nad Labem – Lampertice – Lánov – Lanžov – Libňatov – Libotov – Litíč – Malá Úpa – Malé Svatoňovice – Maršov u Úpice – Mladé Buky – Mostek – Nemojov – Pec pod Sněžkou – Pilníkov – Prosečné – Radvanice – Rtyně v Podkrkonoší – Rudník – Stanovice – Staré Buky – Strážné – Suchovršice – Svoboda nad Úpou – Špindlerův Mlýn – Trotina – Trutnov – Třebihošť – Úpice – Velké Svatoňovice – Velký Vřešťov – Vilantice – Vítězná – Vlčice – Vlčkovice v Podkrkonoší – Vrchlabí – Zábřezí-Řečice – Zdobín – Zlatá Olešnice – Žacléř